# Parcul dendrologic din Cernăuți
Parcul dendrologic din Cernăuți (în ucraineană Чернівецький дендропарк) este un dendrariu de importanță națională din orașul Cernăuți (Ucraina), situat pe str. Koțiubinski, 2. Este administrat de Universitatea din Cernăuți.
Suprafața ariei protejate constituie 6 hectare, fiind creată în anul 1983 prin decizia comitetului executiv regional. Cea mai mare parte a arboretumului este realizată în stil peisaj. Alături de speciile exotice de copaci există arțari, stejari, tei, carpeni; cresc și sălcii plângătoare, Magnolia soulangeana, Catalpa, etc.

## Galerie de imagini

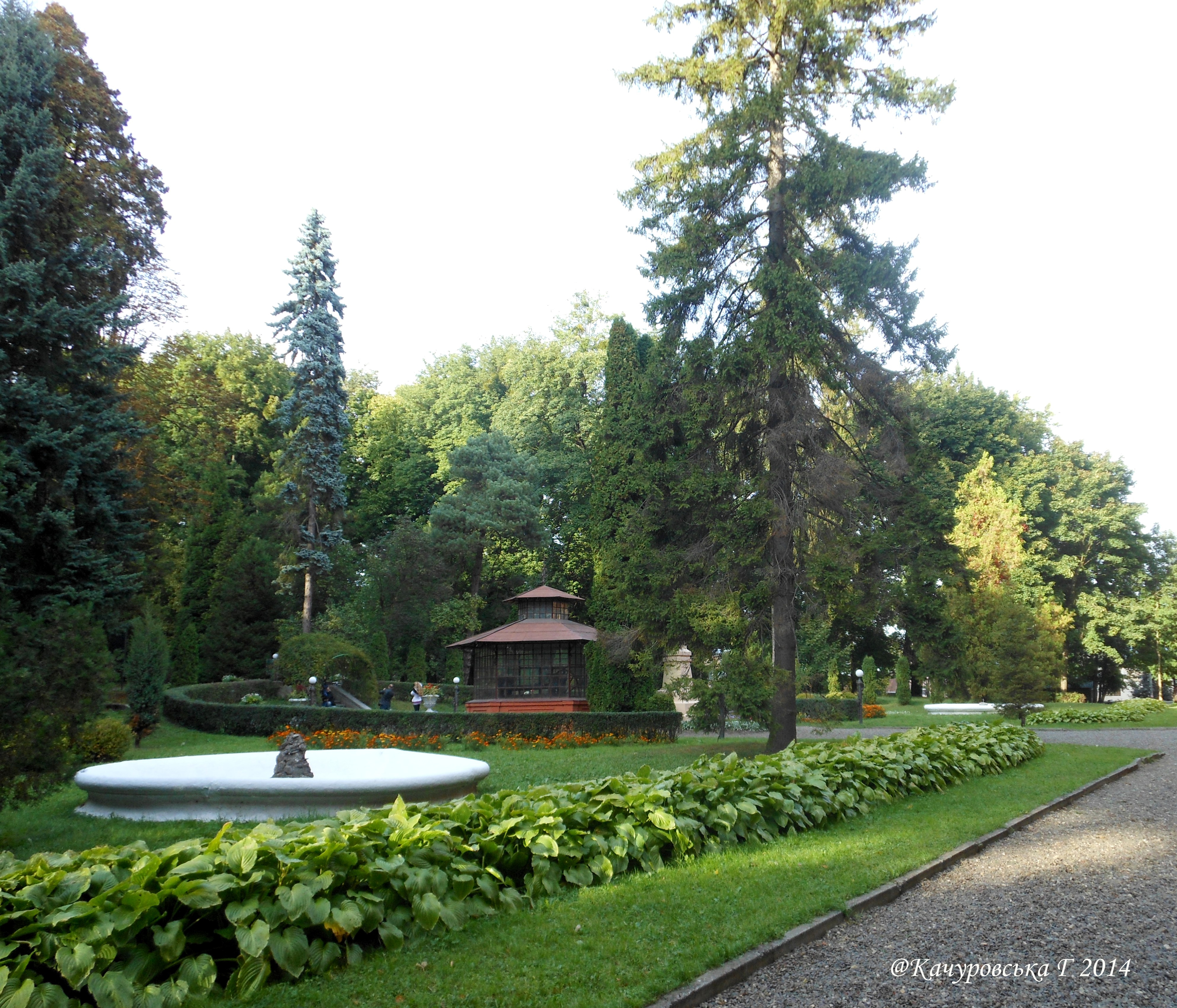
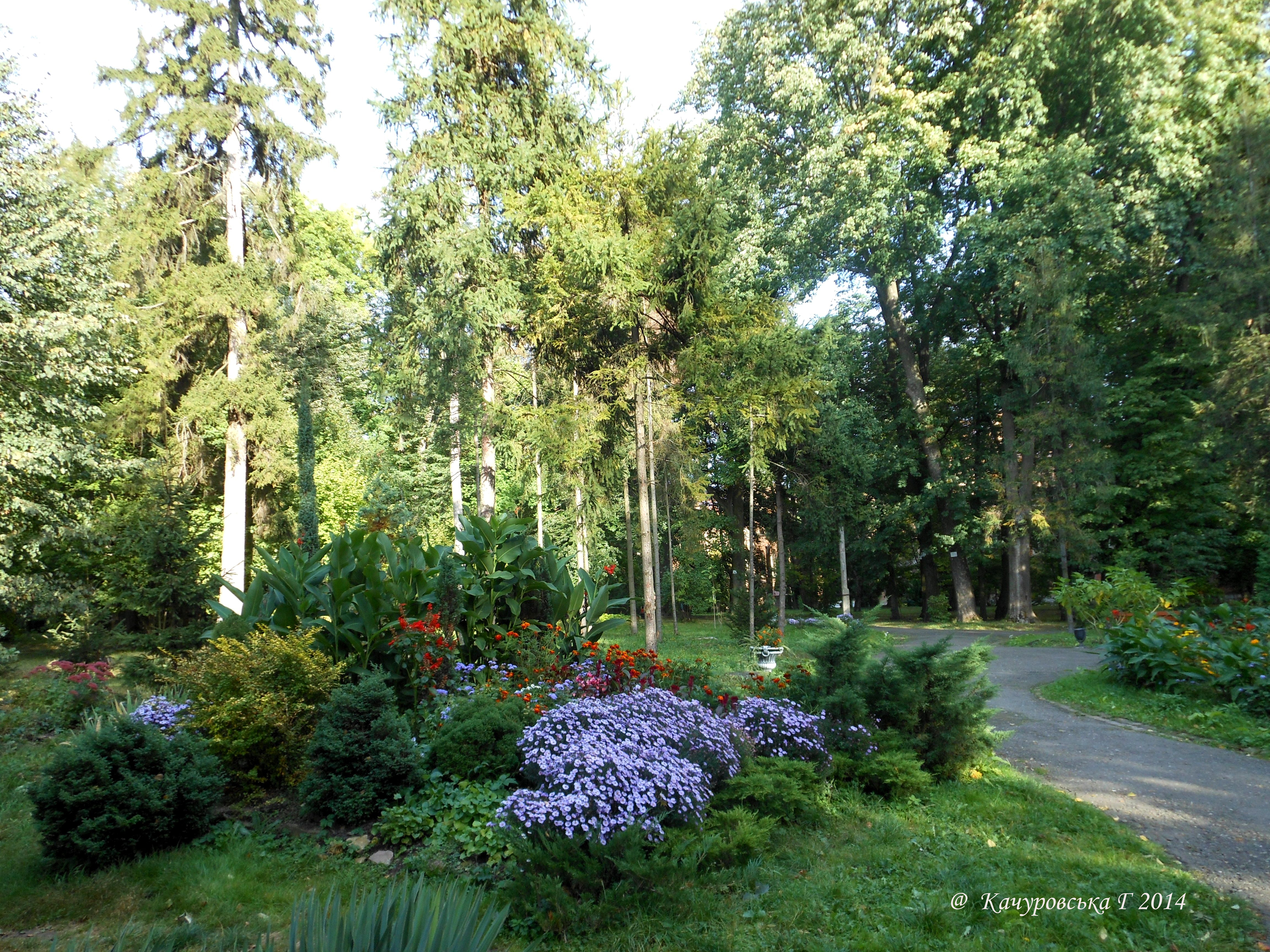
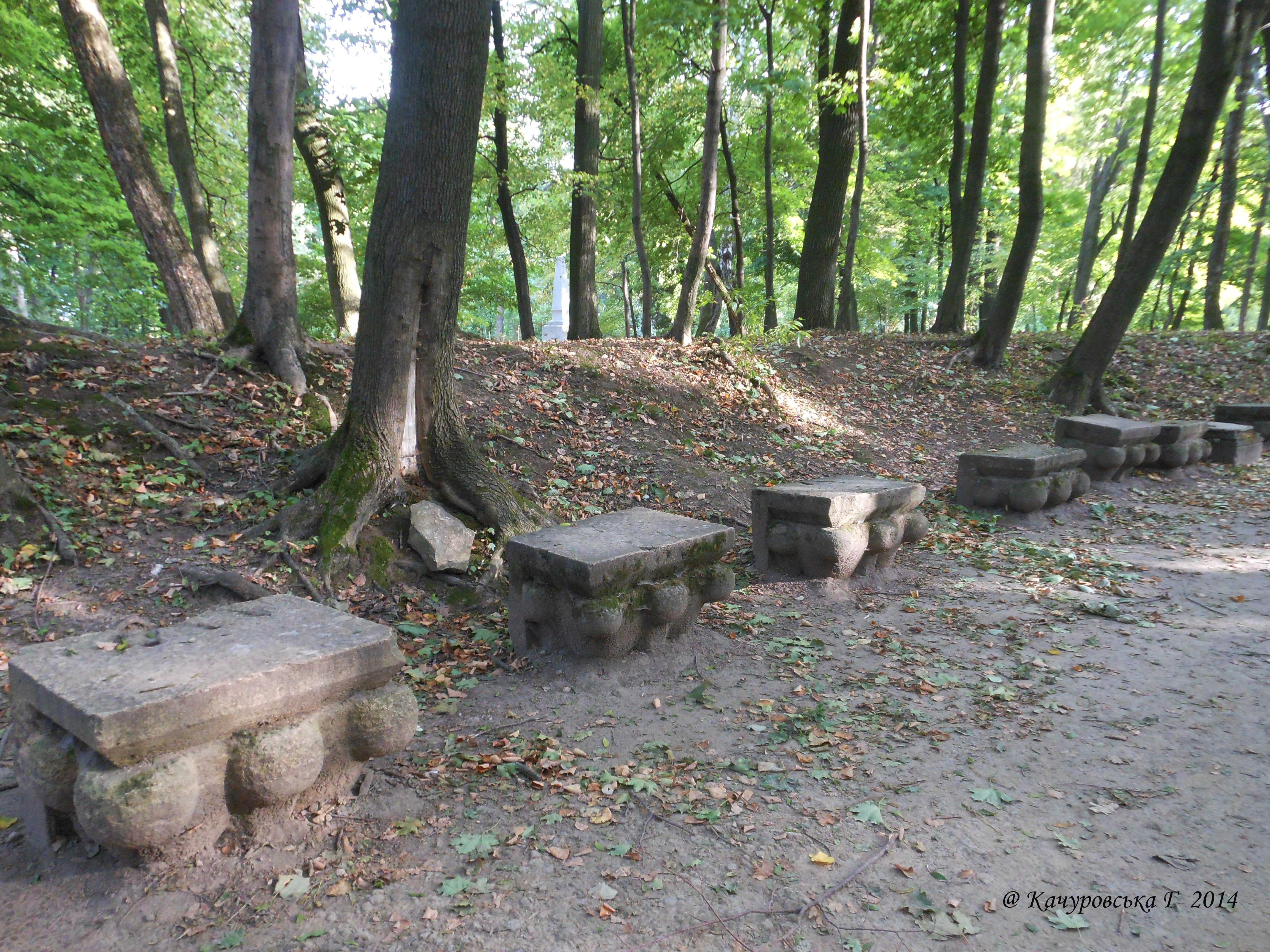